# Rhynchina albiscripta
Rhynchina albiscripta är en fjärilsart som beskrevs av George Francis Hampson 1916. Rhynchina albiscripta ingår i släktet Rhynchina och familjen nattflyn. Inga underarter finns listade.